# Juan Ramón Santiago
Juan Ramón Santiago (8 de març de 1912 - 15 d'octubre de 1999) va ser un futbolista basc que va jugar de defensa al València CF, i a la selecció espanyola durant les dècades del 1930 i 1940. Després de retirar-se, va esdevenir entrenador, fent-se càrrec de diversos equips de divisions inferiors, com el Sabadell FC i el RCD Mallorca.
És una de les figures més importants de la història del València CF, ja que va jugar amb el club durant 13 temporades com a titular indiscutible i va ser-ne el capità en diversos anys, portant el seu equip a tres Lligues (1941-42, 1943-44 i 1946-47), dos Copes del Rei (1941 i 1949) i una Copa Eva Duarte el 1949, i la imatge d'ell col·leccionant trofeus al llarg de la dècada del 1940 simbolitza icònicament la seua importància al club.

## Primers anys
Juan Ramón va nàixer el 8 de març de 1912 a la ciutat biscaina d'Erandio, com el fill menut d'Eduardo Ramón i María Santiago. La seua infància, després d'haver perdut sa mare, la va passar amb els seus tios. De jove practicava rem, pilota basca i ciclisme, però el que més li agradava era el futbol. Va deixar l'escola dels Salesians als 15 anys i va anar a treballar a una fàbrica de mobles.
En un estiu, Ramón va participar en un campionat per a equips amateurs organitzat pel club del poble i el van vore jugant amb tant entusiasme i potència que, al final del Torneig, la SD Erandio el va fitxar. Inicialment, jugava de migcampista, però l'entrenador Teodoro Sañudo "El Chato" el va posar d'extrem perquè era prim.

## Carrera de club

### Inici de la carrera professional
Juan Ramón va començar a jugar als 16 anys a l'equip del seu poble, l'Erandio Club, fundat el mateix any que va nàixer. Al final de la temporada 1929-30, Ramón, de 18 anys, va ser fitxat per Amadeo García per jugar al Deportivo Alavés, aleshores entrenat per José Baonza i on va coincidir amb Simón Lecue, debutant a la Lliga l'1 de març de 1931, a la 13a jornada contra l'Athletic Club. Tot i que Amadeo volia ampliar el seu contracte, oferint-li 400 pessetes de sou i una feina a la Metalúrgica, va deixar el club al final de la temporada, tot i que anys més tard es penediria de la decisió de no continuar a l'Alavés.
Ramón va tornar al seu club natal, l'Erandio, que el va reclassificar com a aficionat, obligant-lo a tornar a la seua faena a la botiga de mobles. Va ser llavors que el van recol·locar com a defensa esquerre, una posició de la qual ja no es mouria en els següents equips on va jugar. Als 21 anys, s'havia convertit en un defensa esquerre alt i imponent, amb molts recursos físics i tècnics, i un posicionament exquisit al camp, per la qual cosa prompte va començar a rebre moltes ofertes interessants, i va acabar escollint vindre a València a jugar amb el Gimnàstic FC fins a l'estiu següent, en què tres equips de Primera Divisió van competir pels seus serveis: Sevilla, l'Espanyol i el València, decidint-se per l'últim per tindre bons amics allà i estimar el clima. Va ser fitxat pel director esportiu del València, Luis Colina, amb qui va arribar a un acord de sis mil pessetes en fitxes i 700 en salari. El 26 d'agost de 1934 va debutar amb el València en un partit amistós contra el Torrent, i uns mesos més tard, el 9 de desembre, va debutar a la Lliga contra l'Arenas de Getxo en la segona jornada.

### Guerra Civil Espanyola
Com tants jugadors joves de la mateixa generació, la seua carrera es va vore aturada per l'esclat de la Guerra Civil Espanyola el 1936, que el va sorprendre a Bilbao, de vacances amb la dona amb qui s'acabava de casar. Com a partidari i militant confés del Partit Nacionalista Basc (PNV), va ser cridat a unir-se a un batalló de gudaris i mostrar lleialtat al partit, allistant-se així a l'exèrcit basc, on va romandre durant els dos anys següents. A causa de les tendències ideològiques de la seua família, va perdre el seu pare per caquèxia en un camp de concentració a Galícia, el seu germà Julián per tortura a la presó d'El Dueso a Santoña, i a son tio per treballs forçats en la construcció del Valle de los Caídos.
Quan va acabar la guerra el 1939, va formar una gran parella defensiva amb Álvaro, la que és àmpliament considerada com la millor parella de centrals de la història del València en el segle XX. Tot i que Ramón era un basc antifranquista i Álvaro un gallec que va lluitar a la guerra al bàndol nacional, tots dos van acabar units en una peculiar amistat, i Juan Ramón va trobar en Álvaro el germà que havia perdut.

### València
Al llarg de la dècada del 1940, Ramón no va deixar de millorar defensivament a tots els nivells, aconseguint mitigar, amb el pas dels anys, la manca de velocitat amb una sensacional capacitat de retirada que va convertir la seua zona defensiva en un embut per als rivals. Mai va mostrar interés per l'atac, i només va marcar un gol oficial amb el València, el 13 de febrer de 1944 al Metropolitano, amb un fort rebuig que, ajudat pel fort vent, va trobar Jesús Ederra descol·locat i va entrar a la porteria de l'Atlètic de Madrid.
Ramón va ser titular indiscutible a València durant 13 anys, jugant un paper crucial en ajudar el seu equip a guanyar tres Lligues (1941–42, 1943–44 i 1946–47), dos Copes d'Espanya (1941 i 1949) i tres Campionats Regionals Valencians per a un total de huit títols, sense oblidar tres subcampionats de Copa (1934, 1937 i 1944) i dos subcampions de Lliga (1947–48, 1948–49). Com a membre del PNV, no simpatitzava gens amb Franco, però com a capità del València, va haver de recollir la majoria dels títols de les mans del Generalísimo, l'home per qui van matar la seua família. A la final de la Copa de 1941, va ajudar el seu equip a guanyar l'Espanyol per 3-1, convertint-se així en el primer capità del València en alçar la Copa del Rei.
El seu prestigi a finals dels anys 40 era inqüestionable, la premsa el considerava un oracle i fins i tot va donar el seu nom a un equip de la competició valenciana. Tot i rebre ofertes d'altres clubs importants, com el FC Barcelona, mai va voler deixar el club que havia confiat en ell anys arrere i va renovar el seu contracte any rere any fins que es va retirar. En total, Juan Ramón va marcar 1 gol en 243 partits de Lliga, i va jugar 358 partits oficials amb el València (436, inclosos els amistosos).

### Carrera posterior
El 1950, Ramón, de 38 anys, jugava poc, però encara estava en forma, per la qual cosa no va dubtar a acceptar la proposta de Carlos Iturraspe de jugar al CD Mestalla, el segon equip del club (ara conegut com a VCF Mestalla). Cal destacar que el 1952, Ramón va participar en 29 partits de Lliga en una temporada triomfal en què l'equip filial es va coronar campió de la Segona Divisió i va aconseguir així l'ascens a la Primera Divisió, frustrat posteriorment per la Federació Espanyola de Futbol (RFEF).

## Carrera internacional
Ramón va debutar amb la selecció espanyola en un partit amistós contra l'Alemanya nazi a Berlín el 12 d'abril de 1942, als 30 anys, com a titular en un empat a 1. Va jugar la seva segona i última internacionalitat la setmana següent, el 19 d'abril, de nou en un partit amistós, però contra Itàlia a San Siro, com a titular en una derrota per 0-4.

## Estil de joc
Tot i ser sempre inestable en el contacte, Juan Ramón no era un jugador dur, per la qual cosa evitava els enfrontaments amb els seus rivals, però tot i així va patir diverses lesions greus; per exemple, Marcelino Campanal va trencar-li el nas en un partit contra el Sevilla, deixant-li per sempre aquell aspecte de boxejador experimentat. Julio Elícegui li va trencar el braç en un partit contra l'Atlètic de Madrid, cosa que va significar un llarg període d'inactivitat, i després d'un enfrontament amb un davanter del Castelló el 14 de novembre de 1943, tots dos jugadors van haver de ser retirats amb la cara plena de sang. Estos capítols són bons exemples de la seua valentia, ja que no va dubtar a arriscar la seua condició física en un moment en què es jugava amb només dos defenses, que havien de bregar amb una línia de cinc davanters.
Ramón només va rebre dos targetes roges al llarg de la seua carrera; la primera, a la final de la Copa de la España Libre de 1937 el 18 de juliol, després de barallar-se amb el jugador del Llevant Vicent Martínez Català, que se'n va anar al vestidor amb ell, i la segona targeta roja la veu a Múrcia, el 23 de febrer de 1941, davant d'un estadi inflamat pels rumors dels diaris nacionalistes, on li cridaven "criminal" cada vegada que tocava la pilota, fent que l'àrbitre, retorçat per la por a la virulència de la graderia, li suplicara que abandonara el terreny de joc.
Segons el seu fill, Juan Ramón va estar en actiu fins als 40 anys per la seua cura de la salut pròpia: mai no fumava ni bevia, i entrenava cada dia de l'any, rarament es prenia un descans o unes vacances, i després dels partits, el primer que feia quan arribava a casa era dormir dos hores per recuperar-se. Solia dir que "gastar diners per malgastar la salut és una favada".
En aquella època, els futbolistes tenien pocs drets i rarament rebien el que estipulaven els seus contractes, així que Ramón, irreductible tant dins com fora del camp, va alçar la veu contra els abusos habituals dels clubs i va utilitzar la seva influència per obtindre bones primes per als seus companys d'equip, evitant que molts d'ells caigueren en problemes assessorant-los sobre el que havien de signar. No tenia cap escrúpol a fer d'utiller, preparant acuradament la roba de l'equip quan la persona encarregada de l'equipament estava malalta.

## Carrera com entrenador
Després que acabara la seua carrera com a jugador, Juan Ramón va romandre vinculat al CD Mestalla, ara com a entrenador, que va supervisar durant una temporada la 1953-54. El 24 de maig de 1950, va ser guardonat amb la medalla de plata al Mèrit Esportiu per la RFEF, i uns anys més tard, el València va atorgar la Insígnia d'Or i Diamants a Ramón, qui va estendre els seus serveis al club com a entrenador del Mestalla fins al 1955.
Més tard va entrenar el Badajoz, l'Eldense, l'Atlètic de Ceuta (actualment conegut com a Ceuta), el Castelló, el Ferrol i l'Ontinyent a la Segona Divisió, així com l'Elx, a la màxima categoria, entre 1955 i 1970. Durant la segona temporada al capdavant del Ceuta, la 1960-61, el club va ser líder durant molts dies al segon grup de la Segona Divisió, però finalment va acabar subcampió darrere del Tenerife, i després va perdre el play-off d'ascens contra l'Elx per 4-1 en el global. Uns dies més tard, Ramón va anunciar que no renovava el seu contracte perquè havia signat per entrenar l'Elx a la primera divisió. Després d'una temporada allà, es va traslladar al Sabadell el 1962, on va romandre dos anys, fins al 1964.
L'agost de 1970, Ramón es va convertir en l'entrenador de l'Ontinyent, presentat als jugadors pel seu president Francisco Martínez González. Tot i tindre una extensa carrera com a entrenador, mai va poder entrenar el València, tot i que va seguir sent caçatalents del club fins als 75 anys.

## Vida posterior i mort
Juan Ramón va perdre un dels seus tres fills quan tenia poc més d'un any. També regentava un reeixit bar-restaurant a València, on servia i comentava els partits amb una franquesa impensable en el futbol actual, i en una ocasió, després de tornar d'un partit, la policia l'esperava a l'estació del nord i el va detindre perquè el restaurant continuava obert dos minuts i mig després de l'hora de tancament.
Segons el seu fill, «Juan Ramón va viure els seus ideals polítics de manera totalment interna, ja que era introvertit. Excepte quan parlava de futbol, que era allà on es transformava. Va donar moltes conferències, i alguns fins i tot van afirmar d'ell que era un oracle del futbol».
En els seus últims anys, Ramón va desenvolupar demència senil, i en una ocasió, la seua dona va arribar a casa i no el va trobar allà, així que va avisar ràpidament a la filla, que el va trobar a Mestalla, "en pijama i sabatilles fent passejades curtes esperant que obrira". Va morir a València el 15 d'octubre de 1999, als 87 anys.

## Llegat
Tot i el paper fonamental en el primer equip d'or del València als anys 40, Ramón ha estat força oblidat, i el seu fill ha afirmat que "en un entorn anglosaxó, Juan Ramón tindria una estàtua a les portes de Mestalla, amb rius de tinta que haurien corregut sobre les seues aventures; hi hauria clubs de fans que portarien el seu nom i els joves de hui sabrien, encara que fóra vagament, d'ell.

## Honors
València CF
- Campionat de València :
  - Campions (3) : 1934, 1937 i 1940
- Copa del Rei :
  - Campions (2) : 1941 i 1949
  - Subcampió (3): 1934, 1937, 1944
- La Lliga :
  - Campions (3) : 1941–42, 1943–44 i 1946–47
  - Subcampió (2): 1947–48 i 1948–49
- Copa Eva Duarte :
  - Campions (1) : 1949